# Melanie Laibl

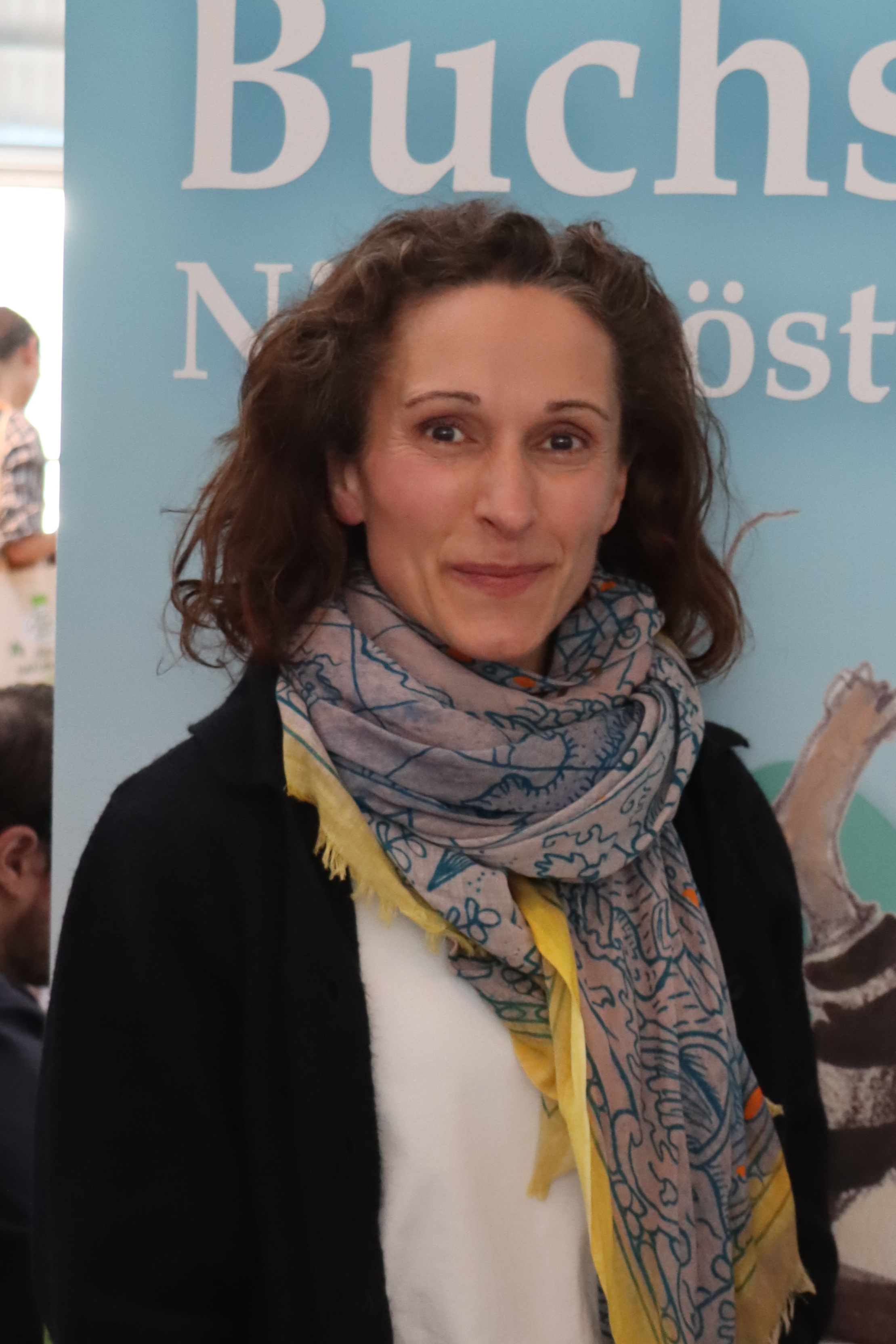
Melanie Laibl (2024)

Melanie Laibl (* 1973 in Linz an der Donau) ist eine österreichische Schriftstellerin und Übersetzerin.

## Leben
Melanie Laibl absolvierte ihre Volks- und Mittelschulausbildung in Linz (Akademisches Gymnasium, humanistischer Zweig, Maturajahrgang 1991). In der Folge studierte sie Translationswissenschaft und Kommunikationswissenschaft in Wien, Paris und Barcelona. Nach ihrem Magister-Abschluss der Philosophie in Französisch und Spanisch sowie ihrem Doktorat der Philosophie arbeitete sie als Texterin in der Werbebranche. 2004 gründete sie die Textagentur Anagramm. Ihre erste eigenständige Publikation im Bereich Kinderliteratur erschien 2007. 
Für ihre sprachspielerische Kinderliteratur und ihre Sachbücher wurde Laibl mit Würdigungen im Rahmen des Österreichischen Kinder- und Jugendbuchpreises, dem Kinder- und Jugendbuchpreis der Stadt Wien, dem LESERstimmen Preis, dem Wissenschaftsbuch-Preis in der Kategorie Junior-Wissen, dem Mira Lobe Stipendium und künstlerischen Residencies ausgezeichnet.
Melanie Laibl lebt und arbeitet in der Wienerwald-Gemeinde Tullnerbach-Lawies.

## Werke
Das literarische Schaffen von Melanie Laibl umfasst sowohl Bilderbücher, Kinderromane, Erzählbände und Sachbücher als auch Lyrik. Genreübergreifend wiederkehrende Themen sind Nature Culture, Diversität und Nachhaltigkeit.

### Bücher

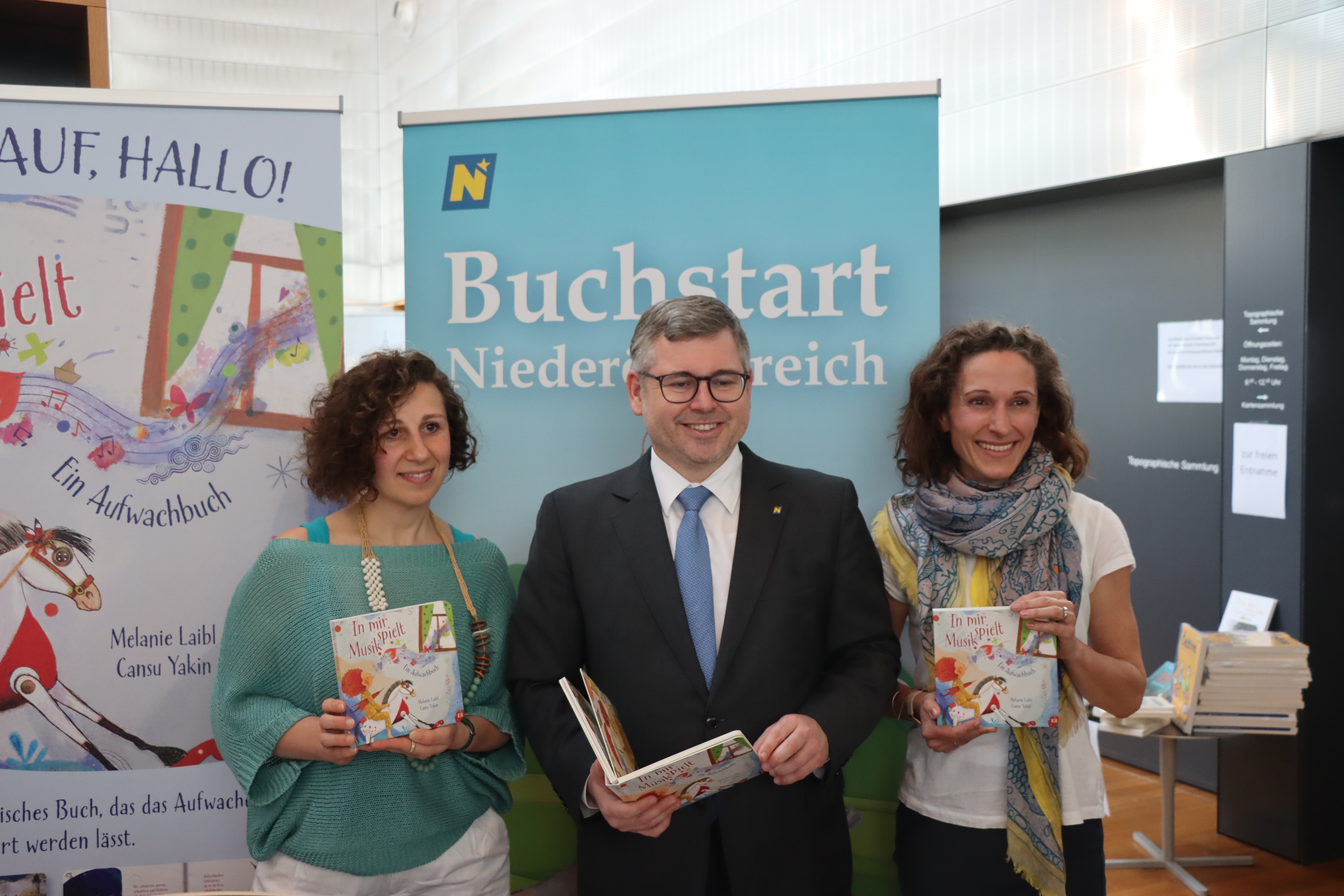
Melanie Laibl am Bibliothekstag 2024 in St. Pölten mit Landesrat Schleritzko

- Wie ich die Welt mir träume Illustrationen: Stella Dreis, Edition Nilpferd im G&G Verlag 2023, ISBN 978-3-7074-5297-6
- Unsere wunderbare Werkstatt der Zukünfte. 99 Ideen fürs Anthropozän. Ein Mitmach-Buch Illustrationen: Corinna Jegelka, Edition Nilpferd im G&G Verlag 2023, ISBN 978-3-7074-5294-5
- Superglitzer Illustrationen: Nele Brönner, Luftschacht Verlag Wien 2022, ISBN 978-3-903422-17-9
- WErde wieder wunderbar. 9 Wünsche fürs Anthropozän. Ein Mutmach-Buch Illustrationen: Corinna Jegelka, Edition Nilpferd im G&G Verlag 2022, ISBN 978-3-7074-5272-3
- Schau wie schlau. Bionik: wenn Natur die Technik beflügelt Illustrationen: Lukas Vogl, Tyrolia Verlag, Wien 2021, ISBN 978-3-7022-3991-6
- Gwendolyn macht’s andersrum. Mausvergnügte Vorlesegeschichten Illustrationen: Barbara Fisinger, Edition Nilpferd im G&G Verlag, Wien 2021, ISBN 978-3-7074-5242-6
- So ein Mist. Von Müll, Abfall & Co Illustrationen: Lili Richter, Tyrolia, Wien 2018, ISBN 978-3-7022-3698-4
- Stunk in Waldstätten – Ein Fall für Robin Spatz Illustrationen: Maria Karipidou, Nilpferd, Wien 2018, ISBN 978-3-7074-5213-6
- Verkühl dich täglich Illustrationen: Susanne Göhlich, Mixtvision, München 2017, ISBN 978-3-95854-064-4
- Prinzessin Hannibal Illustrationen: Michael Roher, Luftschacht, Wien 2017, ISBN 978-3-903081-12-3
- Timmi Zwinz, die Drunterirdischen und das verschwundene I Illustrationen: Maria Karipidou, Edition Nilpferd im G&G Verlag, Wien 2016, ISBN 978-3-7074-5176-4
- Nasenraub in Anderland Illustrationen: Alexander Strohmaier, Luftschacht Verlag, Wien 2014, ISBN 978-3-902844-48-4
- Der katzofantastische Wunsch-Automat Illustrationen: Maria Karipidou, Nilpferd, St. Pölten 2014, ISBN 978-3-7074-5064-4
- Carlotta und der Muskelmann Illustrationen: Ina Hattenhauer, Nilpferd, St. Pölten 2012, ISBN 978-3-7074-5063-7
- Zauberwolken, Wolkenzauber Illustrationen: Michaela Weiss, Bucher, Hohenems 2012, ISBN 978-3-99018-100-3
- Monokel Wundermann Illustrationen: Friederike Wagner, Bucher, Hohenems 2012, ISBN 978-3-99018-099-0
- Das abenteuerliche Leben des Adrian Adrenalin Illustrationen: Dorothee Schwab, Luftschacht Verlag, Wien 2012, ISBN 978-3-902373-98-4
- Herr Grimm und Frau Groll zerkugeln sich Illustrationen: Alexander Strohmaier, Luftschacht Verlag, Wien 2010, ISBN 978-3-902373-63-2
- Von der Krähe, die einen Vogel hat Illustrationen: Alexander Strohmaier, Luftschacht Verlag, Wien 2009, ISBN 978-3-902844-42-2
- Ein Waldwicht fliegt in den Oman Illustrationen: Dorothee Schwab, kookbooks, Berlin 2008, ISBN 978-3-937445-31-1
- Die Tausend-Blumen-Wiese Illustrationen: Teresa Mraz, lemongrass, Wien 2007, ISBN 978-3-902326-07-2

### Beiträge in Bilderbuchzeitschriften
- Waschbärenhalt Illustrationen: Katharina Sieg, in: Gecko Bilderbuchzeitschrift No. 90, München 2022
- Waschbärenhilfe Illustrationen: Katharina Sieg, in: Gecko Bilderbuchzeitschrift No. 80, München 2020
- Das kleinste Haustier der Welt Illustrationen: Katharina Sieg, in: Papperlapapp Kinderbuchzeitschrift No. 18, Wien 2020
- Ein Kuss für die Kaiserin Illustrationen: Christoph Abbrederis, in: Papperlapapp Kinderbuchzeitschrift No. 15, Wien 2019
- Waschbärenhunger Illustrationen: Katharina Sieg, in: Gecko Bilderbuchzeitschrift No. 73, München 2019
- Mina im Museum Illustrationen: Christoph Abbrederis, in: Papperlapapp Kinderbuchzeitschrift No. 11, Wien 2018
- Lollapalooza Illustrationen: Mareike Engelke, in: Gecko Bilderbuchzeitschrift No. 59, München 2017
- Bienchen, Blümchen, Blütenstaub Illustrationen: Elsa Klever, in: Papperlapapp Kinderbuchzeitschrift No. 6, Wien 2017
- Mein erster Winter in Afrika Illustrationen: Jasmin Schäfer, in: Papperlapapp Bilderbuchzeitschrift No. 4, Wien 2016
- Warum nicht Flohrida? Illustrationen: Ina Hattenhauer, in: Gecko Bilderbuchzeitschrift No. 48, München 2015

### Beiträge in literarischen Fachzeitschriften
- Quatsch in: 1001 Buch – Das Magazin für Kinder- und Jugendliteratur, Ausgabe 02/2023
- Lauter Wald in: 1001 Buch – Das Magazin für Kinder- und Jugendliteratur, Ausgabe 02/2020

### Beiträge in wissenschaftlichen Publikationen
- Superglitzer. Biosphäre trifft Technosphäre – mit fantastischem Spielraum und Der Gegenblick aus dem Wald in: Futures Literacy. Zukunft lernen und lehren, herausgegeben von Carmen Sippl, Gerhard Brandhofer & Erwin Rauscher, Innsbruck et al.: Studienverlag 2023, ISBN 978-3-7065-6263-8, DOI https://doi.org/10.53349/oa.2022.a2.170
- WErde wieder wunderbar. 9 Wünsche fürs Anthropozän. Lernszenarien zum Mutmachbuch für die Primarstufe Mitherausgeberschaft, Pädagogische Hochschule Niederösterreich/Baden 2022, zum freien Download

## Auszeichnungen

### Für die fiktionale Literatur
- Ein Waldwicht fliegt in den Oman Eines der schönsten deutschen Bücher 2008, Kollektion zum Österreichischen Kinder- und Jugendbuchpreis 2009, Preis der Jugendjury im Rahmen des Österreichischen Kinder- und Jugendbuchpreises 2009

- Prinzessin Hannibal Lektorix des Monats Juni 2017 (Buchpreis von „Die Furche“, STUBE und Institut für Jugendliteratur), „Die besten 7“ des Deutschlandfunks im August 2017, Kollektion zum Österreichischen Kinder- und Jugendbuchpreis 2018

- Superglitzer Lektorix des Monats November 2022 (Buchpreis von „Die Furche“, STUBE und Institut für Jugendliteratur), „Die besten 7“ des Deutschlandfunks im Februar 2023, Österreichischer Kinder- und Jugendbuchpreis 2023

### Für die faktuale Literatur
- So ein Mist Wissenschaftsbuch des Jahres 2019 in der Kategorie „Junior-Wissensbücher“, Kinder- und Jugendbuchpreis der Stadt Wien 2019, Klima-Buchtipp der Deutschen Akademie für Kinder- und Jugendliteratur im Januar 2019, EMYS-Sachbuchpreis im Februar 2019

- Schau wie schlau STUBE MINT-Buch des Monats im Dezember 2021, Nominierung zum „Wissensbuch des Jahres“ in der Kategorie „Perspektive - das sachkundigste Jugendbuch“, Shortlist zum „Wissenschaftsbuch des Jahres 2023, Kategorie Junior-Wissensbücher“, „Seitenweise Kinderliteratur 2021“ – die bemerkenswertesten Neuerscheinungen des Bücherjahres

- WErde wieder wunderbar Klima-Buchtipp der Deutschen Akademie für Kinder- und Jugendliteratur im Juni 2022, Longlist „Wissenschaftsbuch des Jahres 2023“, Kategorie „Junior-Wissensbücher“